# Laranjeiro
Laranjeiro era una freguesia portuguesa del municipio de Almada, distrito de Setúbal.

## Localización
Laranjeiro limitaba al sur con la de Corroios (Seixal), al norte con la de Cova da Piedade, al oeste con la de Feijó y al este con el mar de la Paja, abarcando toda la zona actualmente ocupada por la Base Naval de Lisboa, la principal de la Armada portuguesa, situada en los terrenos de la antigua Quinta de Alfeite.

## Historia
Parte integrante del casco urbano de la ciudad de Almada y consagrada económicamente al sector terciario (comercio y servicios), Laranjeiro fue elevada a la condición de freguesia autónoma en 1985, por segregación de la de Cova da Piedade, y fue suprimida el 28 de enero  de 2013, en aplicación de una resolución de la Asamblea de la República portuguesa promulgada el 16 de enero de 2013 al unirse con la freguesia de Feijó, formando la nueva freguesia de Laranjeiro e Feijó.